# Jerzy Laskarys (poeta)
Jerzy Laskarys (ps. „Bocian Wileński”, ur. 28 sierpnia 1828 koło Wilna, zm. 22 czerwca 1888 w Dowborowie) – polski poeta i dziennikarz.

## Życiorys
Syn Teodora, oficera wojsk napoleońskich (po 1812 służącego w armii rosyjskiej) i Wiktorii Sokolnikow. Jego dziadkiem był również Teodor, generał wojsk litewskich Rzeczypospolitej. Ukończył wileński Instytut Szlachecki, następnie studiował na wydziale literackim Uniwersytetu Petersburskiego. Od 1853 mieszkał w Wilnie, pracował m.in. jako dziennikarz.
Uczestniczył w powstaniu styczniowym, brał udział w wyprawie Zygmunta Sierakowskiego na Kurlandię. Po powstaniu wyemigrował do Francji, mieszkał m.in. w Paryżu, gdzie nadal wydawał wiersze i inne prace literackie. W 1873 przyjechał do Warszawy, tam rozpoczął wieloletnią współpracę z „Tygodnikiem Mód i Powieści”. Później pracował jako nauczyciel w Bobrujsku i w Dowborowie (pow. wileński). Publikował również w innych czasopismach: w „Przyjacielu Dzieci”, „Biesiadzie literackiej” i „Tygodniku Ilustrowanym”.
W 1867 ożenił się z Antoniną Zabiełło.

## Wybrana twórczość
- 1856 – Kartki z życia
- 1858 – Pięć hymnów
- 1858 – Ludzie prości
- 1860 – Rarogi salonowe
- 1861 – Rarogi obywatelskie
- 1882 – Przygody Jana Chryzostoma Paska według jego Pamiętników
- 1883 – Pamiątki starego szlachcica